# Бой при Нойкалене
Бой при Нойкалене (нем. Neukalen) состоялась рядом с селением Нойкален во время Семилетней войны между шведскими и прусскими войсками 2 января 1762. Шведским войскам под командованием Карла Константина де Карналла удалось наголову разбить прусский отряд, который расположился лагерем на холме возле города Мальхин. Это была последнее столкновение шведских и прусских войск во время этой войны.
К 1 января 1762 года, во время последней зимней операции в Померании, в Даргуне находился главный шведский корпус под командованием генерала Августина Эренсверда. Когда последний увидел дым от горящих домов в Мальхине, он немедленно послал отряд помощи, чтобы спасти отряд Шпренгтпортена, размещенный в этом городе, и которому угрожал прусский корпус принца Евгения Вюртембергского. Эренсверд лично командовал этим отрядом помощи; в то время как подполковник Карл Константин Карналл возглавил свой авангард (2000 пехотинцев и 600 кавалеристов).  В ночь с 1 на 2 января шведские гусары были высланы вперед для рекогносцировки местности между Даргуном и Нойкаленом. Авангарду было приказано овладеть Нойкаленом, где он должен был ожидать основные силы. Эренсверд также отправил курьера к Шпренгпортену, чтобы сообщить ему, что подкрепление уже в пути и скоро прибудет. 
2 января, чтобы помешать шведским войскам добраться до Мальхина, Беллинг взял свой отряд и двинулся на Нойкален. Однако Карналл прибыл в туда раньше него и развернул свою пехоту к югу от города двумя колоннами. Часть прусских гусар смогла поджечь город, но была вынуждена отступить перед шведскими гусарами. 
Беллинг занял позицию на холме, где разместил свою полевую артиллерию в составе двух 12-фунтовых орудий и одной гаубицы. Прусская пехота была развернута в одну линию на вершине холмов, южнее Нойкалена. Сразу после этого Карналл начал штурм. Когда шведская пехота подошла примерно на 850 м от прусской линии, она начала перестраиваться из колонны в линию. Затем пять батальонов медленно продвигались в гору. Вскоре завязалась перестрелка. Во время этого боя шведский батальон и пехотный полк были в беспорядке отброшены.
Только когда финский гренадерский батальон двинулся на левый фланг пруссаков через лес, шведам, наконец, удалось прорвать линию пруссаков и отбросить их. Прусская пехота отступила, оставив свои два 12-фунтовых орудия. Эренсверд приказал гусарам преследовать отступающих пруссаков. Однако лес и снег сделали это почти невозможным.
Беллинг отступил к Базедову, а затем к Вендишхагену, после чего переправился через Пене и соединился с прусским корпусом фон Вюртемберга. В этом бою пруссаки потеряли около 170 человек и 180 пленных; шведы - более 150 убитыми и ранеными.